# Skjold-klassen
Skjold-klassen er Sjøforsvarets nye missilfartøjer (officielt benævnt som kystkorvetter). De seks fartøjer i Skjold-klassen bygges af Umoe Mandal og har erstattet Hauk-klassen. Kontrakten for leverancen af fartøjerne er indgået med Skjold Prime Consortium (SPC) som foruden Umoe Mandal består af franske Armaris og Kongsberg Defence and Aerospace. Fartøjerne er konstrueret som en slags hybrid mellem en luftpudebåd og en katamaran, hvilket bliver kaldt Surface Effect Ship. Skroget er formet som et katamaranskrog, men mellem skrogene er der monteret fleksible skørter. Mellem skørterne bliver der pumpet luft ind, som sørger for overtryk, hvilket gør at skibene vil hæve sig over søen mere end skibenes opdrift ellers skulle tillade. Dette giver lav vandmodstand og dermed højere hastighed. For at opnå en så lav vægt som mulig, er skibene konstrueret i fiberforstærket plast. fartøjerne vil være bevæbnet med Naval Strike Missile (NSM) og en 76 mm OTO Melara kanon, samt Mistral anti-luftmissiler til luftforsvar.

## Ydelse og konstruktion
Under afprøvning af prototypen KNM Skjold, som blev søsat den 22. september 1998, blev der høstet erfaringer som har ført til at klassens senere enheder blev modificeret. Blandt andet er to store gasturbiner erstattet af fire mindre for at få et bedre sejladsmønster. Fartøjerne har et deplacement på 273 tons. Hvert fartøj har en mandskab på 9 officerer, 3 konstabler samt 4 værnepligtige.
Fartøjstypen er kendt for meget høje hastigheder selv i svær sø og en meget lille radar-, infrarød- og akustisk signatur. Radarsignaturen er reduceret ved hjælp af stealth teknologi. Fartøjerne har ingen konstruktioner der rager ud fra skroget, og ved at bygge eksempelvis pullerter ind i selve skroget og benytte radarabsorberende materialer i konstruktionen, har man reduceret radarsignaturen yderligere. Alt dæksarbejde så som fortøjning kan gøres under læ og via luger i skroget. Brugen af radarabsorberende materialer har ført til at skroget er godt varmeisoleret, som reducerer fartøjets IR-signatur. I tillæg føres alle udstødninger ud bag fartøjet og under – dvs. mellem skørterne og udstødning fra gasturbinerne bliver blandet med vand før de slippes ud. Således køles udstødningsgasserne ned så fartøjerne ikke bliver opdaget af varmesøgende instrumenter. Skjold-klassen er også meget vanskelig at opdage visuelt da skibet er malet i et højteknologisk sløringsmønster.
Vægten er essentiel for et SES-fartøj. På grund af den fiberforstærkede plast vejer Skjold-klassens fartøjer 20-30 procent af hvad et stålskrog af samme størrelse ville veje. Ved at lægge materialet, fartøjerne er konstrueret i lag, og derefter "trækkes" lim igennem ved hjælp af vakuum, opnår man et skrog som er lige så stærkt som et tilsvarende stålskrog. Samme produktionsmetode er også brugt ved de danske fartøjer af Flyvefisken-klassen, Diana-klassen samt Holm-klassen.
Som et bevis på klassens sødygtighed og evne til at operere selvstændigt, sejlede KNM Skjold i september 2001 til USA fra Norge for egen maskine. Besætningen kan gennemføre sine opgaver selv i høj sø, men som besætningen skrev på sin egen hjemmeside: "Som forventet bankede vi pæle i søen syd for Island, men det stilnede gradvist af som vi kom vestover. Det slider meget på personellet at forcere det store ocean med 50 knob og det kan være en udfordring at indtage føde både vådt og tørt. Kokken bagte derfor rugbrød og smurte håndmadder som han placerede rundt om i båden. Kaffen indtog vi ved hjælp af sugerør".
Den norske marine har købt minerydningsfartøjer (Oksøy-klassen og Alta-klassen) der også er konstrueret som SES-fartøjer, men disse er ikke lige så lette som Skjold-fartøjerne, og opnår dermed ikke samme hastigheder. Fremdriftsmaskineriet er desuden også svagere.

## Bevæbning
Skjold-klassen vil blive bevæbnet med NSM antiskibsmissiler som sit primære våbensystem. Der er dermed ikke noget tilbage af den gamle betydning af typebetegnelsen MTB, Motortorpedobåd – senere Torpedomissilbåd; Skjold-klassen medbringer ikke torpedoer, og mange mener den dermed ikke at den kan benævnes som en torpedobåd. Missilpatruljebåd er foreslået, MPB. (Engelsk: Missile Patrol Boat.) Det er besluttet at Skjold-klassen fra december 2008 skal omtales som "kystkorvetter", da deres sødygtighed er sammenlignelig med korvetter.
NSM missilerne vil blive placeret i otte brønde bag overbygningen. Under affyring vil missilerne blive kørt op fra brønden sammen med affyringsrampen. Efter affyringen sænkes affyringsrampen igen for at holde fartøjets radarsignatur så lav som mulig. Missilerne er stadig under udvikling, og det er store forventninger til systemet.
Til luftforsvar har Skjold-klassen en 76 mm kanon og Mistral SAM. Mistral missilerne er placeret i en Manpad konfiguration således at de også kan placeres på land når fartøjet er fortøjet. Kanonen er en multifunktions-kanon, som kan bruges både mod overflade- og luftmål. Desuden er der placeret maskingeværer på hver side af broen. Våbenkapaciteten i overfladerollen er tilsvarende til en moderne korvet.
Fartøjerne er også udrustet med et missilvildledningssystem der er udstyret med både chaff og flares og kan sænkes ned i skibet således skibet mindsker sin radarsignatur.

## Træningsplatform
Grundet blandt andet de høje operative farter, operationsomkostningerne og bemandingen på broen, har Sjøforsvaret besluttet at anskaffe en 1:1 simulator af Skjold-klassens bro til navigations- og manøvretræning. Simulatoren er en af verdens mest avancerede, og skal leveres af Kongsberg Maritime i løbet af 2009.

## Kontroverser
I Forsvarsstudie 07 foreslog forsvarschefen general Sverre Diesen at nedlægge Skjold-projektet. Han fik støtte af Forsvarspolitisk udvalg (et tværpolitisk statslig råd), der dog kan have været fejlinformeret om klassens kapaciteter. Hidtil er over fem milliarder kroner brugt på udvikling og produktion af Skjold-klassen. I tillæg kommer omkostningerne knyttet til udviklingen af NSM. Ejeren af værftet Umoe Mandal, Jens Ulltveit-Moe, oplyste at værftet vil færdigbygge seks både i Skjold-klassen, selv om Sjøforsvaret eventuelt afslutter projektet før kontrakten er fuldført. Det blev dog den 14. marts 2008 slået fast af Arbeiderpartiets stortingskomite at der skal bevilges penge til gennemførelse af projektet, forslaget bliver støttet af Fremskrittspartiet, Høyre og Senterpartiet. Sosialistisk Venstreparti var det eneste parti der modsatte sig projektets videreførelse.

## Skibe i klassen
| Pnt. | Navn   | Kølen lagt     | Søsat              | Indgået          | Navngivet af          | Skæbne     | Kaldesignal |
| ---- | ------ | -------------- | ------------------ | ---------------- | --------------------- | ---------- | ----------- |
| P960 | Skjold | 4. august 1997 | 22. september 1997 | 17. april 1999   | Hilde Oppedal         | I tjeneste | LBBR        |
| P961 | Storm  | Oktober 2005   | 1. november 2006   | 20. februar 2008 | Marie Eriksen Søreide | I tjeneste | LBAD        |
| P962 | Skudd  | Marts 2006     | 30. april 2007     | 28. oktober 2010 | Siv Jensen            | I tjeneste | LBAF        |
| P963 | Steil  | Oktober 2006   | 15. januar 2008    | 30. juni 2011    | Inger Lise Hansen     | I tjeneste | LBAH        |
| P964 | Glimt  | Maj 2007       | -                  | 29. marts 2012   | Monica Mærland        | I tjeneste | LBAI        |
| P965 | Gnist  | December 2007  | -                  | 23. oktober 2012 | Laila Gustavsen       | I tjeneste | LBAJ        |

## Eksterne links
- Wikimedia Commons har flere filer relateret til Skjold-klassen
- Forsvarsnett: KNM Storm søsat Arkiveret 30. september 2007 hos  Wayback Machine (norsk)
- Forsvarsnett: Afprøvningen af besætningen på KNM Storm i gang Arkiveret 27. september 2007 hos  Wayback Machine (norsk)
- http://www.sms1835.no/cms/?option=com_content&task=view&id=76&Itemid=102 (Webside+ikke+længere+tilgængelig) Sjømilitære Samfund: Skjold-klassen] (norsk)
- Kronik i Bergens Tidende – Vi behøver Skjold-klassen (norsk)
- NRK Nettv Program – Schrødingers katt 22.11.07 (Webside ikke længere tilgængelig) (norsk)
- Aftenbladet.no – Forsvarschefen bryder med Stortingsbeslutning Arkiveret 12. januar 2013 hos  hos Archive.is (norsk)
- Nordlys – MTB'erne Forsvaret ikke vil have (norsk)
- NRK – Skjold-klassen imponerede US Navy (engelsk)
- [(norsk) Forsvarsnett: Skjold projektet Arkiveret 28. oktober 2007 hos  Wayback Machine
- Lindesnes – Skjold begejstrede nestlederen Arkiveret 11. august 2007 hos  hos Archive.is (norsk)
- BT.no – Tog Forsvarskomiteen med storm (norsk)
- US Naval safety center – Er Skjold-klassen fremtidens kystnære krigsskib Arkiveret 20. januar 2008 hos  Wayback Machine (engelsk)
- http://www.mil.no/start/article.jhtml?articleID=132957 Arkiveret 5. januar 2007 hos  Wayback Machine
- Forsvarsnett – Vellykket prøveaffyring af NSM Arkiveret 18. januar 2007 hos  Wayback Machine (norsk)
- Forsvarsnett – Testaffyring af NSM i Frankrig Arkiveret 9. oktober 2006 hos  Wayback Machine (norsk)
- 3D-model af KNM Skjold (engelsk)
- KNM Skjold, information og konstruktion (tysk)